# Tân Hưng, Vân Phù
Tân Hưng (chữ Hán giản thể: 新兴县) là một huyện thuộc địa cấp thị Vân Phù, tỉnh Quảng Đông, Cộng hòa Nhân dân Trung Hoa. Đây là quê hương của Huệ Năng. Huyện này có diện tích 1.520 km², dân số 446.000 người. Mã số bưu chính là 527400, mã vùng điện thoại là 0766. Chính quyền huyện đóng ở trấn Tân Thành. Về mặt hành chính, huyện này được chia thành 14 trấn, tổng cộng có 196 ủy ban thôn (cư), 1.113 thôn tự nhiên.